# Medalha John Bates Clark
A Medalha John Bates Clark (em inglês:  John Bates Clark Medal) é concedida pela American Economic Association para "aquele economista estadunidense com idade inferior a 40 anos que fez uma contribuição significativa ao pensamento e conhecimento econômico".
De acordo com o periódico The Chronicle of Higher Education, a medalha "é amplamente reconhecida como um dos mais prestigiosos prêmios em seu campo, talvez suplantada apenas pelo Nobel de Economia." A medalha era bianual até 2007, e está sendo concedida anualmente desde 2009, porque muitos merecedores da condecoração estavam sendo alijados. O comitê citou economistas como Edward Glaeser e John List em campanha pela anualidade da medalha.
Homenageia o economista neoclássico John Bates Clark. Embora tenha o rótulo "economista estadunidense", basta no entanto que o laureado trabalhe nos Estados Unidos na época de sua nomeação, não sendo necessária a nacionalidade estadunidense.

## Laureados
| Ano  | Medalhista            | Instituição (Quando homenageado)      | Alma mater (PhD)                      | Nacionalidade         |
| 1947 | Paul Samuelson        | Massachusetts Institute of Technology | Harvard University                    | United States         |
| 1949 | Kenneth Boulding      | University of Michigan                | University of Oxford                  | United States         |
| 1951 | Milton Friedman       | University of Chicago                 | Columbia University                   | United States         |
| 1955 | James Tobin           | Yale University                       | Harvard University                    | United States         |
| 1957 | Kenneth Arrow         | Stanford University                   | Columbia University                   | United States         |
| 1959 | Lawrence Klein        | University of Pennsylvania            | Massachusetts Institute of Technology | United States         |
| 1961 | Robert Solow          | Massachusetts Institute of Technology | Harvard University                    | United States         |
| 1963 | Hendrik S. Houthakker | Harvard University                    | Universidade de Amsterdan             | Netherlands           |
| 1965 | Zvi Griliches         | Harvard University                    | University of Chicago                 | Israel                |
| 1967 | Gary Becker           | University of Chicago                 | University of Chicago                 | United States         |
| 1969 | Marc Nerlove          | Yale University                       | Johns Hopkins University              | United States         |
| 1971 | Dale W. Jorgenson     | Harvard University                    | Harvard University                    | United States         |
| 1973 | Franklin M. Fisher    | Massachusetts Institute of Technology | Harvard University                    | United States         |
| 1975 | Daniel McFadden       | University of California, Berkeley    | University of Minnesota               | United States         |
| 1977 | Martin Feldstein      | Harvard University                    | University of Oxford                  | United States         |
| 1979 | Joseph Stiglitz       | Princeton University                  | Massachusetts Institute of Technology | United States         |
| 1981 | Michael Spence        | Harvard University                    | Harvard University                    | United States         |
| 1983 | James Heckman         | University of Chicago                 | Princeton University                  | United States         |
| 1985 | Jerry A. Hausman      | Massachusetts Institute of Technology | University of Oxford                  | United States         |
| 1987 | Sanford J. Grossman   | Princeton University                  | University of Chicago                 | United States         |
| 1989 | David M. Kreps        | Stanford University                   | Stanford University                   | United States         |
| 1991 | Paul Krugman          | Massachusetts Institute of Technology | Massachusetts Institute of Technology | United States         |
| 1993 | Lawrence Summers      | World Bank                            | Harvard University                    | United States         |
| 1995 | David Card            | University of California, Berkeley    | Princeton University                  | Canadá                |
| 1997 | Kevin M. Murphy       | University of Chicago                 | University of Chicago                 | United States         |
| 1999 | Andrei Shleifer       | Harvard University                    | Massachusetts Institute of Technology | United States         |
| 2001 | Matthew Rabin         | University of California, Berkeley    | Massachusetts Institute of Technology | United States         |
| 2003 | Steven Levitt         | University of Chicago                 | Massachusetts Institute of Technology | United States         |
| 2005 | Daron Acemoglu        | Massachusetts Institute of Technology | London School of Economics            | Turkey, United States |
| 2007 | Susan Athey           | Stanford University                   | Stanford University                   | United States         |
| 2009 | Emmanuel Saez         | University of California, Berkeley    | Massachusetts Institute of Technology | France                |
| 2010 | Esther Duflo          | Massachusetts Institute of Technology | Massachusetts Institute of Technology | France                |
| 2011 | Jonathan Levin        | Stanford University                   | Massachusetts Institute of Technology | United States         |
| 2012 | Amy Finkelstein       | Massachusetts Institute of Technology | Massachusetts Institute of Technology | United States         |
| 2013 | Raj Chetty            | Harvard University                    | Harvard University                    | United States         |
| 2014 | Matthew Gentzkow      | University of Chicago                 | Harvard University                    | United States         |
| 2015 | Roland G. Fryer Jr.   | Harvard University                    | Pennsylvania State University         | United States         |
| 2016 | Yuliy Sannikov        | Princeton University                  | Stanford University                   | Ucrânia               |
| 2017 | Dave Donaldson        | Stanford University                   | London School of Economics            | Canada                |
| 2018 | Parag Pathak          | Massachusetts Institute of Technology | Harvard University                    | United States         |